# Bách Thuận
Bách Thuận là một xã cũ thuộc huyện Vũ Thư, tỉnh Thái Bình, Việt Nam.

## Vị trí địa lý
Xã có diện tích 8,95 km² (927,3 ha) chia làm 9 thôn/xóm, dân số năm 2023 là 11.183 người với 2.837 hộ, trong đó có 502 hộ giáo dân.
Bách Thuận nằm ở phía tây huyện Vũ Thư
Phía Tây Nam giáp sông Hồng
Phía Đông Nam và Đông Bắc giáp xã Tân Lập

## Lịch sử
Tên xã Bách Thuận được ghép từ tên hai ngôi làng cổ là Bách Tính và Thuận Vi. Xã được thành lập từ thế kỷ 18 gồm địa phận của 4 làng Thuận Nghiệp, Thượng Xuân, Bách Tính và Thuận Vi.
Theo Nghị quyết số 1666/NQ-UBTVQH15 ra tháng 6 năm 2025, sáp nhập tỉnh Thái Bình vào tỉnh Hưng Yên, giải thể đơn vị hành chính cấp huyện là Vũ Thư và hợp nhất Bách Thuận với hai xã Tân Lập và Tự Tân để trở thành xã Tân Thuận với trụ sở UBND đóng tại xã Tự Tân cũ.

## Văn hóa
Bách Thuận là quê hương của nhà cách mạng Phạm Hồng Thám
Xã có 2 khu di tích chính Nhà lưu niệm Nguyễn Kim Nho (gồm từ đường, chùa Từ Vân cùng phần mộ) và Quần thể Đình chùa Bách Tính.

### Làng vườn Bách Thuận
Vốn là địa phương có tiếng về phát triển cây ăn trái, tơ tằm, năm 2002 xã Bách Thuận triển khai quy hoạch thành khu Làng vườn. Các cánh đồng hoa hoa trải dài ở các thôn Liên Hồng, Trung Hòa. Cây ăn quả ở Chiến Thắng, Bình Minh. Thôn Bách Tính được quy hoạch tập trung phát triển các dòng cây hàng lá, cây cảnh, cây thế.

### Nhà lưu niệm Nguyễn Kim Nho
Nguyễn Kim là một dòng họ lâu đời tại Bách Thuận với một số cá nhân có đóng góp cho đất nước như: Cố Chủ tịch hiệp hội chè và Tổng Giám đốc Tổng công ty Chè Việt Nam Nguyễn Kim Trọng
Thiếu tướng Nguyễn Kim Tôn, Giám đốc Trung tâm Phát thanh-Truyền hình Quân đội (Việt Nam)
Vào đời vua Lê Hiển Tông (1740-1786) tại làng Thuận Vy, huyện Thượng Nguyên, phủ Thiên Trường (nay là thôn Thuận Vy, xã Bách Tính, huyện Vũ Thư, Thái Bình) có gia đình quý tộc, anh là tiến sỹ Nguyễn Lệ, giữ chức Đông cung giảng dụ; em trai là cử nhân Nguyễn Kim Tích, làm quan án trấn Sơn Tây. Các con của quan án đều là những người có tài: Nguyễn Kim Hồng
Nguyễn Kim Phẩm được phong trưởng cơ hữu đạo đại tướng quân, hàm quận công, được thờ ở “trung tiết công thần” Huế.
Nguyễn Kim Trẩn được phong “Phấn dũng tướng quân, khinh xa vệ úy, tráng liệt tôn thần”.
Nguyễn Kim Nho Đô Đốc thủy quân của vua Quang Trung.
đặc biệt trưởng nữ ông là Nguyễn Thị Uyển Trà.

### Chùa Từ Vân
Chùa xây tại làng Bách Thuận (xưa là tổng Thuận Vi) cách Thành phố Thái Bình hơn 10 km, phía Bắc là cầu Tân Đệ, phía Tây Nam là sông Hồng. Chùa có tên gọi ban đầu là chùa Phật Bà hay “Từ Vân Tự".
Vào thời Trịnh-Nguyễn, bà Nguyễn Thị Uyển Trà đã xin phép bố là ông Nguyễn Kim Tích bỏ tiền ra phát chẩn cứu dân. Anh trai ông Nguyễn Công là Nguyễn Lệ có dạy học cho Thái tử Lê Duy Vĩ, khi Thái tử đột ngột qua đời (năm 1771) thì chúa Trịnh Sâm đã cho người đến tru di đại gia đình Nguyễn Lệ và Nguyễn Công rồi tàn sát cả làng. Thái phi Nguyễn Thị Ngọc Diễm trong dịp đi lễ từ đền Gòi về đền Sòng, khi qua khu làng bà biết chuyện và ra lệnh cấm không cho quân lính truy sát những người bỏ chốn. Khi Thái phi và Trịnh Sâm ghé chùa Từ Vân đã gặp
Sư trụ trì có hiệu là Phúc Lai -chính là bà Nguyễn Trị Uyển Trà- và Thái Phi được sư cô thuyết pháp. Hôm sau Thái Phi ra lệnh lập lễ ban phúc cho dân làng và thu hồi lệnh của Trịnh Sâm. Sau này dân làng phong bà làm Thánh Mẫu, thờ cúng tại chùa.
Năm Khải Định thứ 9 (1925) bà Uyển Trà chính thức được phong thần. Triều đình giao cho “Tỉnh Thái Bình, huyện Thư Trì, xã Thuận Vy phụng sự: Hiệp Thuận, Minh Khiết, Tĩnh Uyển, Phương Anh phu nhân Nguyễn Thị Uyển Trà”.
Chùa được xếp hạng di tích lịch sử, văn hóa cấp quốc gia theo quyết định số 100/ VHQG, ngày 21 tháng 1 năm 1989.

### Quần thể Đình chùa Bách Tính
Đình - Chùa Bách Tính đã được Bộ Văn hóa Thông tin xếp hạng là Khu Di tích lịch sử văn hóa cấp quốc gia theo Quyết định số 639 ngày 30-3-1991. Hai cây gạo và cây muỗm trong khuôn viên khu di tích được Hội sinh vật cảnh Việt Nam công nhận là cây di tích lịch sử văn hóa.